# Ẓ́
Ẓ́ (minuscule : ẓ́), appelé Z accent aigu point souscrit, est une lettre latine utilisée dans certaines transcriptions phonétiques.
Il s’agit de la lettre Z diacritée d’un accent aigu et d’un point souscrit.

## Utilisation
Le Z accent aigu point souscrit ‹ ẓ́ › est utilisé pour transcrire une consonne fricative latérale alvéolaire voisée glottalisée [ɮˀ] par certains auteurs dont notamment Aaron D. Rubin dans ses descriptions du shehri (jibbali).
Il est aussi utilisé pour transcrire le ḍād ‹ ض › par Olivier Durand.

## Représentations informatiques
Le Z accent aigu point souscrit peut être représenté avec les caractères Unicode suivants : 
- composé et normalisé NFC (latin étendu additionnel, diacritiques) :

| formes    | représentations | chaînes de caractères | points de code | descriptions                                                     |
| --------- | --------------- | --------------------- | -------------- | ---------------------------------------------------------------- |
| majuscule | Ẓ́               | Ẓ◌́                    | U+1E92 U+0301  | lettre majuscule latine z point souscrit diacritique accent aigu |
| minuscule | ẓ́               | ẓ◌́                    | U+1E93 U+0301  | lettre minuscule latine z point souscrit diacritique accent aigu |

- décomposé et normalisé NFD (latin de base, diacritiques) :

| formes    | représentations | chaînes de caractères | points de code       | descriptions                                                                 |
| --------- | --------------- | --------------------- | -------------------- | ---------------------------------------------------------------------------- |
| majuscule | Ẓ́               | Z◌̣◌́                   | U+005A U+0323 U+0301 | lettre majuscule latine z diacritique point souscrit diacritique accent aigu |
| minuscule | ẓ́               | z◌̣◌́                   | U+007A U+0323 U+0301 | lettre minuscule latine z diacritique point souscrit diacritique accent aigu |